# Diplazium subdilatatum
Diplazium subdilatatum är en majbräkenväxtart som först beskrevs av Ren-Chang Ching och som fick sitt nu gällande namn av Z.R.He.
Diplazium subdilatatum ingår i släktet Diplazium och familjen Athyriaceae. Inga underarter finns listade i Catalogue of Life.